# بني برون (اسطيحة)
بني برون هي إحدى مشيخات المملكة المغربية، تتبع جغرافيا لإقليم شفشاون وإداريًا لاسطيحة. يقدر عدد سكانها بـ 1306 نسمة حسب الإحصاء الرسمي للسكان والسكنى لسنة 2004.